# Reactor europeo presurizado
EPR es el acrónimo de un tipo de reactor nuclear. El EPR es un diseño de un reactor de agua presurizada de tercera generación con una potencia de 1600 MW. Fue diseñado y desarrollado principalmente por Framatome (ahora Areva NP), Electricité de France (EDF) en Francia, y Siemens AG en Alemania. Su nombre viene de European Pressurized Reactor (Reactor Europeo Presurizado), aunque durante una temporada recibió el nombre de Evolutionary Power Reactor (Reactor de Potencia Evolucionado). Actualmente la constructora, Areva, prefiere llamarlo simplemente EPR y en los Estados Unidos recibe el nombre de US-EPR.
En 2020, EDF lleva años construyendo un reactor EPR en Flamanville (Francia) mientras que Areva SA construye otro en Finlandia, pero ambos llevan retraso.

## Historia

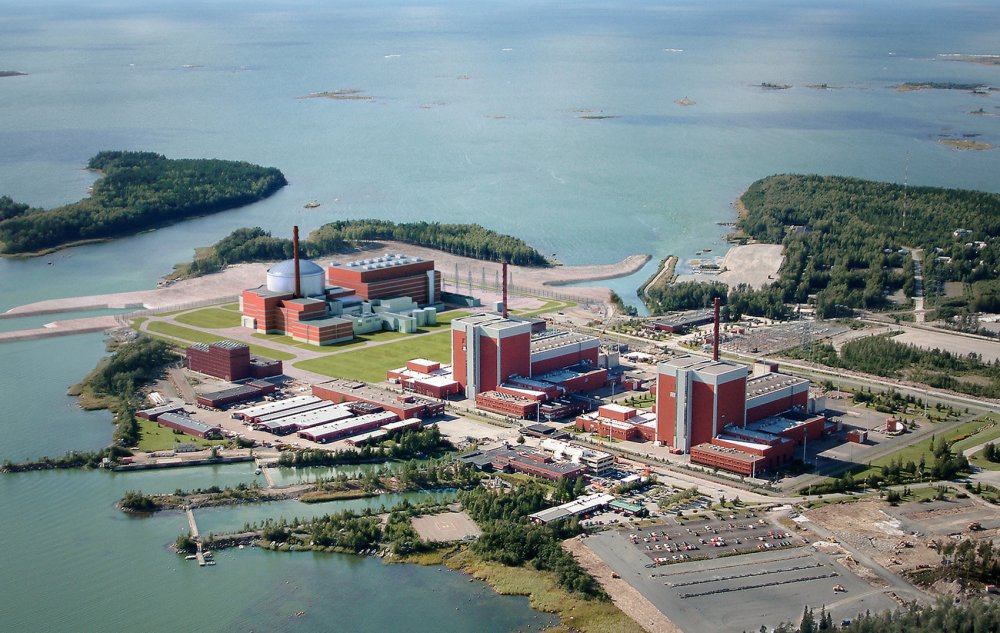
Central nuclear de Olkiluoto.

La caída de los precios del petróleo en los años 1980 y el desastre de Chernobyl llevaron a la desaceleración, incluso al abandono, de los programas nucleares en varios países, poniendo en riesgo a la industria nuclear. Luego se dirigió a la exportación, un mercado donde la feroz competencia invita a la consolidación de la industria europea. En este contexto, la Framatome francesa y la KWU alemana (futura subsidiaria de Siemens) se unieron a principios de 1986. El 13 de abril de 1989, se firmó un acuerdo de cooperación entre Framatome y Siemens y se creó una compañía conjunta: Nuclear Power International (NPI). Esta fusión, respaldada por los respectivos Estados mediante la asociación de la Autoridad Francesa de Seguridad Nuclear y el Ministerio Federal de Medio Ambiente de Alemania, tenía como objetivo desarrollar y comercializar una tecnología única de reactores nucleares de agua a presión como una prioridad para las necesidades de los dos países, y luego, de todos los productores mundiales de electricidad involucrados en la energía nuclear.
En 1990, Électricité de France (EDF) y nueve productores alemanes de electricidad comenzaron a combinar sus futuros programas, "Y2K REP" y Planungsauftrag, respectivamente. El 14 de enero de 1992, unieron fuerzas con NPI para lanzar el proyecto del reactor europeo presurizado (EPR), un reactor de tercera generación destinado a renovar la planta nuclear de los dos países. El 23 de febrero de 1995, comenzaron los estudios de ingeniería para el EPR. EDF, que luego completa la construcción de los reactores nucleares de nivel N4, integra en el proyecto franco-alemán su próximo nivel en estudio, llamado N4 +. Los electricistas alemanes hicieron lo mismo con su reactor Konvoï B. El anteproyecto detallado fue propuesto en octubre de 1997 a las autoridades de seguridad francesas y alemanas.
En 1999, las actividades nucleares de Framatome y Siemens se fusionaron en una nueva compañía llamada Framatome ANP (ANP para Energía Nuclear Avanzada), y el proyecto EPR continuó bajo la dirección de Dominique Vignon. Framatome (ex-Areva NP) presenta el EPR como "generación III +" 3. EPR significa Evolutionary Power Reactor. Se renombró US-EPR en los Estados Unidos y CEPR (EPR chino) en China.

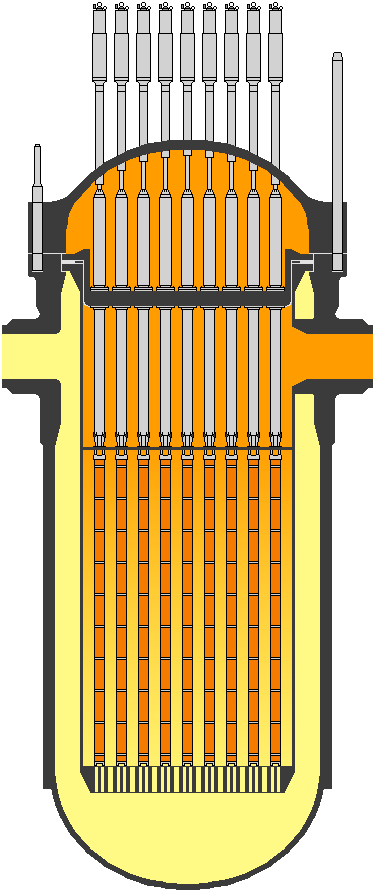
Contenedor de presión del EPR.

## Diseño
Los principales objetivos de diseño del EPR de tercera generación son aumentar la  seguridad y al mismo tiempo proporcionar una mayor competitividad económica mediante mejoras a los diseños de reactores de agua presurizada anteriores y de un aumento de la capacidad de generación de electricidad hasta aproximadamente 1650  MWe (netos) con una potencia térmica de 4500 MWt. El reactor puede usar como combustible óxido de uranio enriquecido al 5%, uranio reprocesado y  óxido de plutonio y uranio mezclado al 100%. El diseño EPR es el descendiente evolutivo de los reactores N4 de Framatome y KONVOI de  Siemens Power Generation Division.
El diseño del EPR posee varias medidas de protección activas y  pasivas para prevenir accidentes:
- Cuatro  sistemas de enfriamiento de emergencia, que proporcionan la refrigeración requerida para enfriar el  calor generado por el decaimiento y que continúa entre 1 a 3 años después del apagado inicial del reactor (un 300% de redundancia).
- Contenedor a pruebas de fugas alrededor del reactor.
- Un contenedor y área de enfriamiento extra si un  núcleo derretido logra escapar del reactor (ver edificio de contención).
- Una muralla de hormigón de dos capas con un espesor total de 2,6 metros, diseñada para resistir el impacto de un avión y la sobrepresión interna.

El EPR tiene una frecuencia de daño del núcleo máxima de diseño de 6,1 × 10−7 por planta por año.

## Centrales nucleares

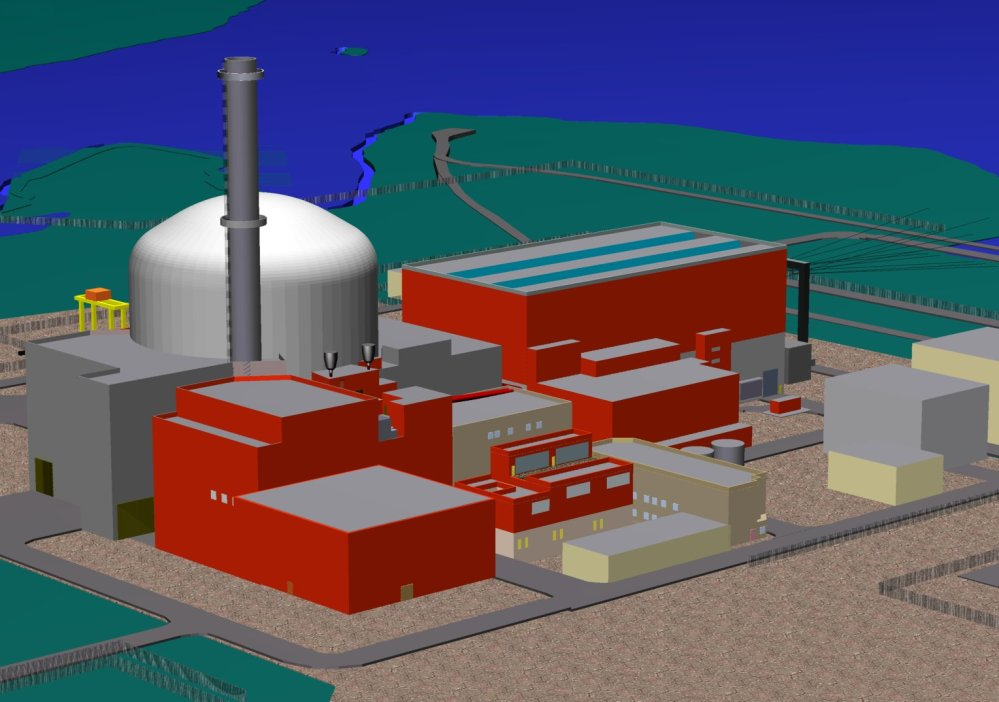
Infografía del reactor Okiluoto-3 una vez finalizado.

### Olkiluoto (Finlandia)
Olkiluoto-3 en Finlandia, cuya construcción se inició en mayo de 2005. De acuerdo con el cronograma proporcionado por el Consorcio Areva-Siemens en diciembre de 2019, la carga de combustible nuclear tendría lugar en junio de 2020, y la producción de electricidad regular en marzo de 2021.

### Flamanville (Francia)
Flamanville-3 en Normandía (Francia) inició su construcción se inició en diciembre de 2007. En 2019, Électricité de France (EDF) anunció un aumento de 1500 millones de euros en el costo de construcción del EPR, un proyecto que acumula retrasos y contratiempos. De esta forma la factura final del reactor aumentó de 10.900 millones de euros —ya tres veces la estimación inicial— a 12.400 millones de euros. La compañía eléctrica apuntó a un cargamento de combustible para finales de 2022, lo que equivale a un retraso de diez años en el calendario inicialmente previsto.
Francia tiene 58 reactores nucleares, pero alrededor de las tres cuartas partes del parque llegarán al final de su vida útil en 2027. El gobierno esperaba decidir la construcción de reactores EPR para reemplazar a los reactores vetustos, pero los retrasos han complicado el plan.

### Taishan (China)
Taishan-1&2, en China. El reactor nuclear EPR de Taishan 2, situado en el sur de China, empezó a funcionar en 2019. EDF tiene un 30% de la empresa conjunta responsable de construir y explotar ambos reactores. Los grupos chinos CGN y Yuedian poseen el 51% y el 19%, respectivamente.

### Otras centrales propuestas
- India: ha pedido a EDF 6 reactores en diferentes ubicaciones.
- Reino Unido: EDF está construyendo el reactor Hinkley Point C en Somerset usando el EPR-1750.[12]